# Rudolf Wittkopf
Rudolf Wittkopf, född i Stade, Tyskland, död 18 april 1722 i Stockholm, var en tysk-svensk silversmed.
Han var gift första gången från 1687 med Anna Maria Müller och andra gången från 1692 Brita Pihlman och slutligen från 1706 med Maria Kammecker samt i sitt första gifte far till Henrik Wittkopf den äldre. Han flyttade till Stockholm 1685 och blev mästare vid Stockholms guldsmedsämbete 1687 samt ålderman i ämbetet 1711. Han blev i Sverige den obestridde mästaren av arbeten utförda med dekorerade i trådarbeten och inläggningar av emaljerade plattor. Förutom en stor produktion av kyrkligt silver tillverkade han flera praktfat med drivna figur- och ornamentutsmyckningar i ålderdomlig tysk barockstil, dryckeskannor, silverkannor, bägare och skålar. På beställning av Karl XII utförde han sex silverbägare i trådarbete och emaljinläggningar som skänktes till tsar Peter 1699 och för Hedvig Eleonora tillverkade han ett par ljusstakar och timglas som skänktes till Uppsala domkyrkas predikstol. Förutom sin son utbildade han bland annat Johan Schenck i sin verkstad. Wittkopf är representerad vid Nationalmuseum, Stockholms stadsmuseum, Strängnäs domkyrka, Uppsala domkyrka och Edsbro kyrka.